# Błogostan
Błogostan (punkt szczęśliwości) – sytuacja w mikroekonomii z obszaru zajmującego się badaniem preferencji konsumenta. Model błogostanu zakłada, że dla konsumenta istnieje określony koszyk, który jest najlepszy ze wszystkich możliwych. Im bliżej tego koszyka znajduje się dana osoba, tym większą odczuwa satysfakcję wyrażaną w kategoriach preferencji. Analogicznie im dalej konsument jest od optymalnego koszyka, tym gorzej się czuje. Punktem błogostanu (także punktem szczęśliwości) nazywany jest właśnie taki koszyk dóbr ({\displaystyle x_{1},x_{2}}).

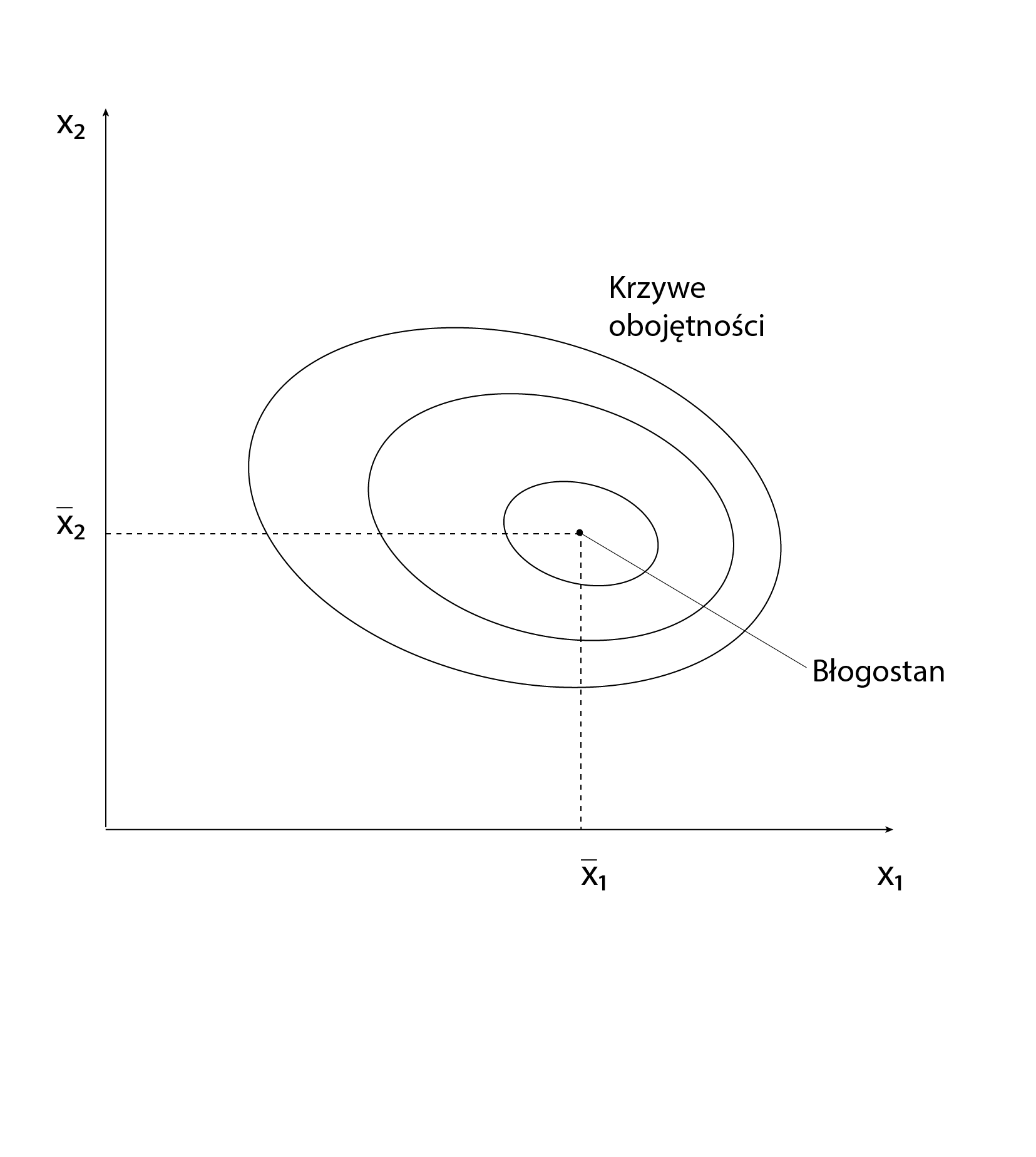
Błogostan - koszyk dóbr oznacza punkt błogostanu.

## Krzywe obojętności
Każdy punkt położony dalej od owego punktu szczęśliwości znajduje się na „niższej” krzywej obojętności. W przypadku gdy konsument posiada „zbyt mało” lub „zbyt dużo” obydwu dóbr krzywe obojętności mają nachylenie ujemne. Natomiast, gdy konsument posiada „zbyt dużo” jednego dobra, a „zbyt mało” drugiego to krzywe obojętności mają nachylenie dodatnie. Wynika to z faktu, że nadmierna ilość jednego dobra sprawia, że staje się ono niechciane i zmniejszenie poziomu jego konsumpcji przybliża konsumenta do punktu błogostanu. Nadmierna ilość obydwu dóbr sprawia, że obniżenie poziomu ich konsumpcji przybliży konsumenta do punktu błogostanu.

## Położenie punktu
Błogostan można przedstawić jako łączną użyteczność posiłków. Konsument po spożyciu nadmiernej ilości któregoś z dóbr czuje się źle. Błogostan ukazuje zatem absolutnie najlepszą kombinację ilościową tych dóbr, bez względu na to czy konsumenta na nią stać. W przypadku błogostanu nie obowiązuje założenie, że konsument zawsze woli więcej niż mniej. Odcinki krzywych użyteczności o nachyleniu dodatnim odpowiadają tym kombinacjom dóbr, dla których zwiększenie ilości dobra, którego jest więcej nie oznacza lepszej sytuacji dla konsumenta.